# Alois Krása
Alois Krása (11. března 1828 Unhošť – 12. března 1900 Praha) byl český novinář, vydavatel deníku Čas a politik, v 60. letech 19. století poslanec Českého zemského sněmu a Říšské rady.

## Biografie
Vystudoval práva, roku 1855 získal titul doktora práv. Pracoval v obchodní a živnostenské komoře v Brně. Roku 1856 se stal sekretářem obchodního grémia v Praze. Působil jako advokát v Praze.
Když se v roce 1860 v souvislosti s pádem Bachova neoabsolutismu a obnovou ústavní vlády v monarchii začaly uvolňovat podmínky pro politický tisk, začalo úsilí skupiny českých politiků okolo Františka Ladislava Riegera o koncesi k vydávání česky psaného deníku. Rieger a jeho lidé ale čelili zpočátku průtahům při vyřizování své žádosti. Vídeňské úřady mezitím 10. července 1860 udělily povolení k vydávání politického periodika Aloisi Krásovi, který ho pak spustil po názvem Čas. První číslo vyšlo v říjnu 1860. V redakci Času se sešla skupina národně orientovaných aktivistů rozličného zaměření, které spojoval jistý odstup od politiky F. L. Riegra a Františka Palackého. Krása musel čelit kritice, že je agentem vídeňské vlády, a Rieger proto pokračoval v snahách o povolení vlastního periodika, které od počátku roku 1861 po jistých peripetiích vzniklo pod názvem Národní listy. Krása byl do května 1861 odpovědným redaktorem Času.
Po obnovení ústavního života v Rakouském císařství počátkem 60. let 19. století se zapojil i do zemské a celostátní politiky. V zemských volbách v Čechách v roce 1861 byl zvolen v kurii venkovských obcí (volební obvod Hořovice – Zbiroh) do Českého zemského sněmu. Zvolen byl jako oficiální kandidát českého volebního výboru (Národní strana). V této době byl rovněž poslancem Říšské rady (celostátní zákonodárný sbor), kam ho vyslal zemský sněm roku 1861 (tehdy ještě Říšská rada nevolena přímo, ale tvořena delegáty jednotlivých zemských sněmů). Dne 13. května 1861 složil poslanecký slib. Zastupoval kurii venkovských obcí, obvod Hořovice – Zbiroh.
Na Říšské radě se brzy odtrhl od jednotného českého bloku, 11. června 1861 se nepřipojil k protestnímu prohlášení českých poslanců ve Vídni a nadále postupoval jako samostatný poslanec. Zdůrazňoval obecně liberální principy a na rozdíl od staročeského tábora vedeného Riegerem a Palackým neakcentoval natolik státoprávní a národní požadavky. V Říšské radě pak setrval i poté, co skupina vedená Riegrem vídeňský parlament na protest proti ústavnímu směřování Rakouska opustila. Svým postupem ovšem ztratil výraznější podporu a rovněž z redakce Času odešli postupně mnozí redakční spolupracovníci. Deník Čas zanikl roku 1863. Po roce 1865 odešel Krása i z politického života.